# Józef Popowski
Józef Popowski, pseudonym Eugeniusz Nowina (1841 Zalyvanščyna – 24. června 1910 Krakov), byl polský povstalec, později rakouský politik z Haliče, na přelomu 19. a 20. století poslanec Říšské rady.

## Biografie
Narodil se na Volyni v tehdejší Ruské říši. Jeho otec zde byl bohatým statkářem. Nenavštěvoval střední školu, vzdělání získal doma. Pak složil zkoušky a v letech 1858–1861 studoval na univerzitě v Kyjevě (fyzicko-matematická fakulta). Už během vysokoškolských studií byl členem studentských politických spolků. Po smrti otce převzal správu rodinného statku a neúspěšně se snažil o podnikání v cukrovarnictví. V roce 1861 odešel do Francie, kde se chtěl věnovat vojenské kariéře a zapsal se na školu École d'application d'état-major v Paříži. Udržoval kontakty s generálem Józefem Wysockim. Ve Francii zůstal až do vypuknutí polského lednového povstání v roce 1863, kdy odešel do Kyjeva. Povstalecký výbor ho pověřil organizováním ozbrojeného odporu v Kyjevské gubernii. 26. března 1863 byl ovšem zatčen ruskými úřady a odsouzen k smrti. Rozsudek byl následně zmírněn na doživotní vězení a nucené práce. Dva roky byl držen v kyjevské pevnosti, pak dalších sedm let strávil ve vyhnanství na Sibiři. Následně byl amnestován, od roku 1871 musel po dva roky žít v Permu pod policejním dohledem. Potom se přestěhoval do Rakouska-Uherska. Byl literárně činný a pod pseudonymem Eugeniusz Nowina se vyslovoval pro loajální postoj Poláků k rakouskému státu. V roce 1875 složil kadetské zkoušky a vstoupil do rakousko-uherské armády. Navštěvoval vojenskou školu a byl povýšen na rytmistra. V roce 1885 z armády odešel. V roce 1897 se stal majorem v záloze v 3. zeměbraneckém hulánském regimentu.
Od roku 1892 do roku 1895 byl poslancem Haličského zemského sněmu za kurii venkovských obcí, obvod Wadowice.
Byl i poslancem Říšské rady (celostátního parlamentu Předlitavska), kam usedl ve volbách roku 1885 za kurii venkovských obcí v Haliči, obvod Wadowice, Myślenice atd. Mandát zde obhájil ve volbách roku 1891. Ve volbách roku 1897 uspěl za kurii velkostatkářskou, stejně jako ve volbách roku 1901. Ve volebním období 1885–1891 se uvádí jako Josef Popowski, c. k. rytmistr, bytem Krakov. V parlamentu rozhodně odmítal panslavismus a kritizoval ruské ambice ve střední Evropě. V červnu 1891 odmítl proruské výroky českých politiků (Jan Vašatý) s tím, že Poláci jsou hrdí na své národní cítění, ale panslavismus nestojí za fajfku tabáku (odkaz na podobně formulovaný starší výrok Eduarda Grégra, který se ovšem týkal českého státního práva). Napsal řadu politických spisů.
Na Říšské radě je po volbách v roce 1885 uváděn coby člen Polského klubu. Coby kandidát Polského klubu je uváděn i po volbách roku 1891. Roku 1897 byl oficiálním kandidátem polského volebního výboru. I ve volbách roku 1901 uspěl za Polský klub.
Zemřel v červnu 1910.